# داریو دی پالما
داریو دی پالما (ایتالیایی: Dario Di Palma؛ ‏ ۶ نوامبر ۱۹۳۲ – ۲۴ اکتبر ۲۰۰۴) فیلم‌بردار اهل ایتالیا بود.
از فیلم‌هایی که وی در آن‌ها نقش داشته‌است، می‌توان به ریتا پشه، اغوای میمی، ماجرا اینگونه آغاز می‌شود، ژنرال ایستاده می‌خوابد، اولین شب آرامش و زشت، کثیف و بد اشاره نمود.